# Helgøya (Troms)
Helgøya est une île inhabitée du comté de Troms, sur la côte de la mer de Norvège. L'île fait partie la municipalité de Karlsøy et était un ancien village de pêcheurs.

## Description
L'île de 43 km2 est entourée d'un certain nombre d'îles : Vannøya au nord-est ; Karlsøya et Reinøya au sud-est ; Ringvassøya au sud ; et Nordkvaløya à l'ouest.

## Historique
L'île était une plaque tournante active pour la paroisse et la municipalité de Helgøy. C'était un grand village de pêcheurs et la maison de l'église historique de Helgøy. L'église est située sur Helgøya depuis le XIIIe siècle, mais n'a pas été régulièrement utilisée depuis un certain temps. Personne n'a vécu en permanence sur Helgøya depuis 1999, date à laquelle le bureau de poste a été fermé et le service régulier de ferry a été interrompu. L'île n'est accessible que lorsque des offices sont célébrés dans l'église et que des traversées en ferry sont organisées. L'île de Helgøya est maintenant plus ou moins un village abandonné de maisons en bois pittoresques avec une église historique utilisée lors d'occasions spéciales. Certaines maisons sont encore utilisées comme maisons de vacances d'été.